# 盧勒河櫛麗魚
盧勒河櫛麗魚，為輻鰭魚綱鱸形目隆頭魚亞目慈鯛科的其中一種，分布於非洲Lulua河流域，體長可達9.6公分，棲息在中底層水域，生活習性不明。